# Waving (nhảy)
Waving (nhảy sóng) là một thể loại nhảy "ảo" bao gồm một loạt các động tác được thực hiện liên tục, khiến cho người xem có cảm tưởng như một làn sóng đang chạy qua cơ thể của vũ công.
Người ta tin rằng waving bắt nguồn từ popping và funk, và nó thường được kết hợp với popping cùng những kiểu nhảy có liên quan khác trong khi biểu diễn. Tuy nhiên, ngày nay có nhiều vũ công có thể biểu diễn waving mà không cần phải kết hợp với popping, điển hình như David Elsewhere. Waving cũng thường được kết hợp với liquid dancing (múa lỏng), nhất là khi nhảy với các bài hát thuộc dòng electronica.

## Các kĩ thuật
Armwave (Sóng Tay)
Đây là kĩ thuật cơ bản của nhảy sóng. Thực hiện bằng cách đưa hai cánh tay sang hai bên sao cho chúng cùng nằm trên một đường thẳng và song song với mặt đất. Vũ công nâng lên và hạ xuống các phần liền kề nhau trên toàn bộ đường thẳng đó trong khi phần còn lại của cơ thể được giữ yên, bắt đầu từ đầu ngón tay bên này và kết thúc ở đầu ngón tay bên kia. Một điều rất quan trọng là phần còn lại của cơ thể phải được giữ yên, gần như không cử động.
Có một động tác thường khiến cho người mới tập armwave gặp khó khăn là "nâng khuỷu tay". Khi nâng đến phần khuỷu tay, họ thường nâng luôn cả bàn tay lên. Nâng cùng lúc nhiều phần là điều không nên trong khi thực hiện waving, vậy nên bạn phải cố gắng hạ thấp bàn tay xuống để duy trì ảo giác là nó vẫn nằm yên. Khi "sóng" di chuyển tới phần ngực, nó có thể đi qua mặt trước của ngực hoặc đi dọc qua lưng, ở đó vũ công có thể thêm vào các động tác như xoay đầu theo hướng di chuyển của sóng hay hít vào khi sóng đi tới và thở ra khi nó đi qua. Khi tập thành thạo, vũ công có thể làm xuất hiện nhiều làn sóng đồng thời trên cánh tay; bắt đầu và kết thúc ở bất cứ phần nào của cánh tay; hướng cho làn sóng đi qua phần thân dưới để thực hiện kĩ thuật bodywave (sóng thân).
Các điểm cơ bản có thể là 11 điểm hoặc 7 điểm. 11 điểm với thứ tự dao động lần lượt là ngón tay-mu bàn tay-cổ tay-khuỷu tay-vai-ngực-vai-khuỷu tay-cổ tay-mu bàn tay-ngón tay. Còn với 7 điểm thì chỉ bắt đầu và kết thúc ở cổ tay.
Để tăng thêm hiệu ứng "ảo" cho sóng tay, các vũ công thường kết hợp động tác xoay vai thay vì nhún và hạ như bình thường: Vai của bên sóng tới được xoay tròn từ trước ra sau, còn vai của bên sóng ra được xoay từ sau ra trước.
Bodywave (Sóng Thân)
Cũng như sóng tay, sóng thân cho người xem cảm giác như có một làn sóng đi lên xuống dọc qua phần thân của vũ công. Kĩ thuật này kết hợp các phần cơ quanh vai, hông và chân. Có 4 điểm cơ bản với trình từ dao động lần lượt như sau: đầu-ngực-hông-đầu gối hoặc ngược lại. Một số vũ công còn thêm vào động tác uốn vai ra trước và xoay bàn chân để làm cho hiệu ứng đẹp hơn.
Sóng thân còn có một kĩ thuật độc đáo nữa là Side Bodywave (Sóng Thân Ngang). Không giống như sóng thân bình thường, sóng thân ngang đòi hỏi vũ công phải đưa lần lượt các điểm cơ bản sang một bên (trái hoặc phải) để tạo hiệu ứng sóng chạy qua cơ thể của họ theo chiều ngang. Kĩ thuật này đòi hỏi vũ công cần có sự mềm dẻo và tập luyện nhiều cho phần cơ chân, đặc biệt là cơ cổ chân.